# Dülmen
Dülmen település Coesfeld járásban, Észak-Rajna-Vesztfáliában, Németországban.

## Földrajza
Dülmen a Münsteri terület déli részén helyezkedik el, a Lippe-folyótól északra, a Baumberge-dombságtól délre és az Ems-folyótól nyugatra fekszik. Dülmentől délre található a Ruhr-vidék.

### Környező települések
- Haltern am See
- Reken
- Coesfeld
- Billerbeck
- Nottuln
- Senden (Westfalen)
- Lüdinghausen

### Közigazgatási fejlődés
Az 1975-ös önkormányzati reformok után Dülmen 7 kisebb közigazgatási egységre lett tovább bontható: Dülmen, Kirchspiel, Buldern, Hausdülmen, Hiddingsel, Merfeld és Rorup.
Merfeld első írásos említése 890-ben történt meg. Dülmen részévé 1975-ben vált. A dülmeni pónikról híres.
Rorupot 1050-ben említik először.

## Történelem
Dülment 889-ben említik először az írásos források Dulmenni néven a Werdeni-apátság birtokaként. A település városi jogokat kapott 1311-ben. 1470-ben csatlakozott a Hanza-szövetséghez.

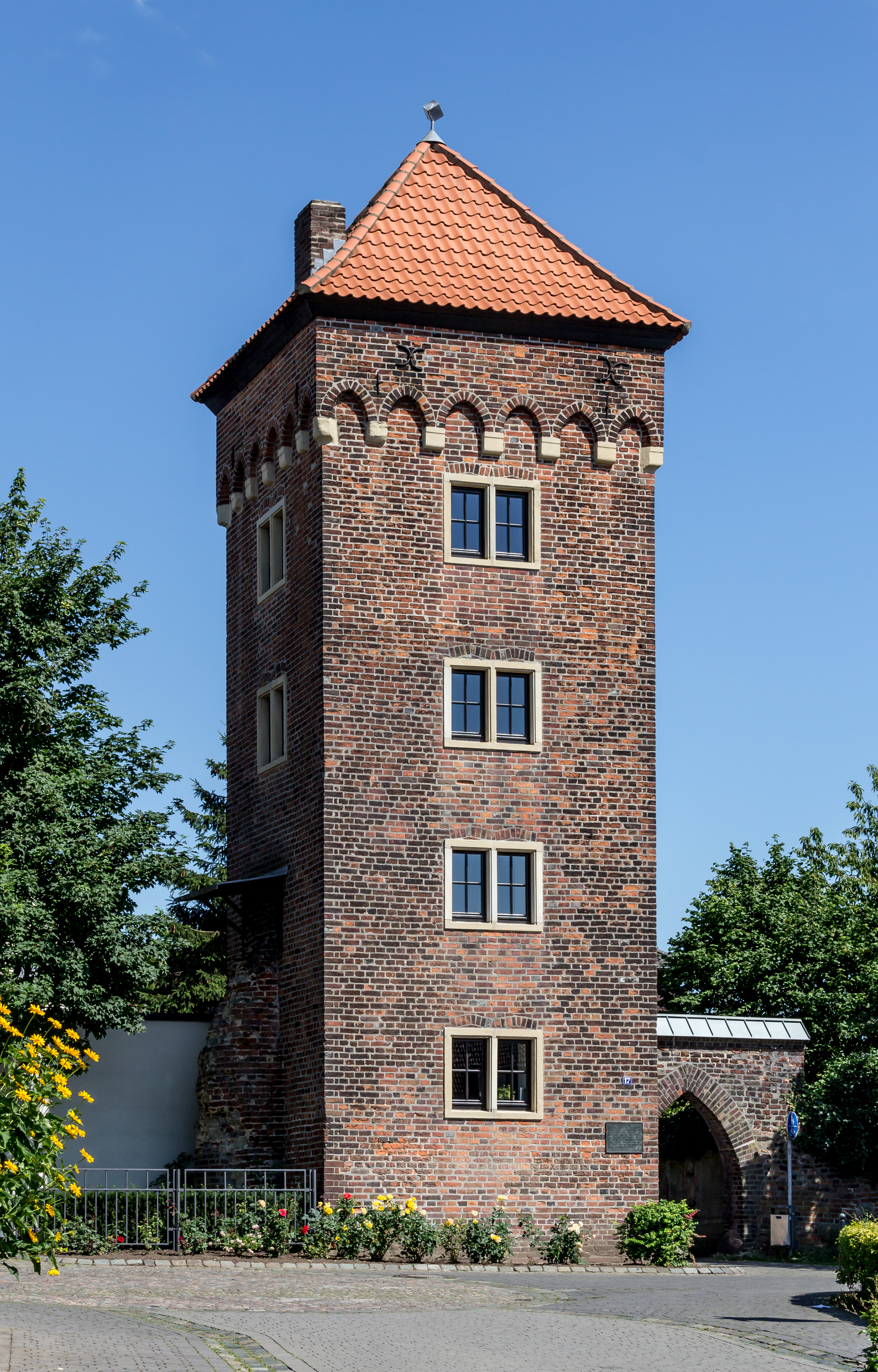
A Nonnenturm Dülmenben

## Nemzetközi kapcsolatok
Dülmen testvérvárosai a következők:
- GER Fehrbellin, Brandenburg
- FRA Charleville-Mézières, Franciaország

## Szállítás
Dülmen könnyedén elérhető az A 43-as autópályán. A dülmeni vasútállomás a Wanne-Eickel–Hamburg és a Dortmund–Enschede vasútvonalak metszéspontjában fekszik. A legközelebbi repülőterek a Münster-Osnabrück repülőtér Grevenben és a Düsseldorfi Nemzetközi repülőtér.

## Híres személyek
- Bl. Anna Katharina Emmerick
- Izabella főhercegné (1856–1931)
- Franka Potente, (* 1974) színésznő
- Jürgen Drews, műsorvezető
- Hartmut Surmann, robotika kutató
- Clemens Brentano, író, Dülmenben élt 1819-től 1824-ig
- Franz von Papen, politikus, Dülmenben élt 1918-tól 1930-ig